# Zablon Simintov
Zablon Simintov (en hebreu: זבולון סימן-טוב, darí/paixtu: زابلون سیمینتوف; nascut el 1959; també romanitzat Zebulon Simentov, Zabolon Simentov, Zabolon Simantov) és un comerciant de catifes i restaurador afganès que es creu que és l'últim jueu que queda a l'Afganistan. També és el cuidador de l'única sinagoga de Kabul.

## Biografia
Simintov va néixer i va créixer a la ciutat occidental d'Herat, abans de traslladar-se a Kabul. La seva casa va ser danyada durant la sagnant guerra civil (per a llavors gairebé tots els jueus havien abandonat el país) obligant-lo a mudar-se a la sinagoga. Durant uns anys va estar al Turkmenistan, però va tornar a Kabul el 1998, durant el règim talibà. Va ser detingut i colpejat diverses vegades pels talibans. El seu magatzem de catifes va ser robat per ells en 2001. Simintov havia viscut en la sinagoga amb el penúltim home jueu que quedava a l'Afganistan, Ishaq (Isaac) Levin, que va morir el 26 de gener de 2005, d'uns 80 anys. La història de Simintov i Levin va ser la base d'una obra de teatre britànica. Simintov va desaprovar a Levin en una entrevista amb el periodista britànic Martin Fletcher. Levin havia donat la benvinguda inicialment a Simintov, però els dos es van barallar permanentment quan Simintov va oferir a l'encarregat ajuda per a emigrar a Israel per a unir-se a la resta de l'antiga comunitat jueva de Kabul. Simintov es va mantenir ferm en el seu suggeriment només perquè pensava que Kabul era massa fred per a l'ancià, però l'ancià es va enfadar, afirmant que Simintov estava intentant fer-se càrrec de la sinagoga. Es va produir una disputa, en la qual els talibans es van involucrar després que tots dos homes es denunciessin davant les autoritats per suposats delictes que anaven des de la gestió d'un bordell fins a l'apropiació indeguda d'objectes religiosos. Després de la mort de Levin, Simintov va dir que no estava trist i que no el trobaria a faltar.
Simintov diu que no és fàcil practicar la seva religió sol. No obstant això, ha obtingut un permís especial del rabí més pròxim, a Taixkent, l'Uzbekistan, per a sacrificar la seva pròpia carn d'acord amb les lleis de la dieta caixer, la qual cosa normalment només pot ser fet per un carnisser jueu especialment entrenat. Simintov viu només en una petita habitació al costat d'una vella sinagoga i rep donacions de grups jueus a l'estranger i de simpatitzants musulmans locals. La seva esposa i les seves dues filles viuen a Israel. Quan li van preguntar durant una entrevista si emigraria a Israel, Simintov va respondre: "Anar a Israel? Quins negocis tinc allí? Per què hauria d'anar-me?" En una entrevista en vídeo realitzada per Al Jazeera el 17 de setembre de 2007, Simintov va suggerir que podria estar interessat a traslladar-se a Israel per a reunir-se amb les seves dues filles.
Diu que rep paquets especials caixer per a la Péssah dels jueus afganesos que viuen a Nova York. A vegades, diu, els estrangers jueus visiten la seva casa per a les festes majors. Simintov també ha estat citat dient: "No vull que la meva herència jueva sigui esborrada. El meu pare era rabí, el meu avi era rabí. Érem una gran família religiosa..." No obstant això, ell usa el seu quipà només en privat i és reticent a portar als visitants dins de la sinagoga que anomena llar.
El novembre de 2013, Simintov va anunciar que tancaria el seu restaurant de kebab al març de 2014 a causa de la disminució del negoci, després de la reducció de les forces de l'OTAN, concretament s'ha produït un descens tant en el nombre de persones que mengen fora a Kabul com en les comandes de servei d'àpats dels hotels. En una entrevista en 2019, Simintov va dir: "No parlo hebreu. Sóc afganès". També afirma que coneix personalment al president Ashraf Ghani.